# 须同祺
须同祺（1935年—），男，江苏无锡人，中国天体测量学家，曾任中国科学院上海天文台研究员、星表与天文常数组组长。研究领域为射电星、射电参考系等。